# العلاقات البنمية الغواتيمالية
العلاقات البنمية الغواتيمالية هي العلاقات الثنائية التي تجمع بين بنما وغواتيمالا.

## مقارنة بين البلدين
هذه مقارنة عامة ومرجعية للدولتين:
| وجه المقارنة                                              | بنما                      | غواتيمالا       |
| --------------------------------------------------------- | ------------------------- | --------------- |
| المساحة (كم2)                                             | 74.18 ألف                 | 108.89 ألف      |
| عدد السكان (نسمة)                                         | 4.10 مليون                | 17.26 مليون     |
| الكثافة السكانية (ن./كم²)                                 | 55.27                     | 158.51          |
| العاصمة                                                   | بنما                      | غواتيمالا       |
| اللغة الرسمية                                             | اللغة الإسبانية           | اللغة الإسبانية |
| العملة                                                    | بالبوا بنمي، دولار أمريكي | كتزال غواتيمالي |
| الناتج المحلي الإجمالي (بليون دولار)                      | 61.84 مليار               | 75.62 مليار     |
| الناتج المحلي الإجمالي (تعادل القوة الشرائية) بليون دولار | 87.37 مليار               | 126.21 مليار    |
| الناتج المحلي الإجمالي الاسمي للفرد دولار أمريكي          | 13.27 ألف                 | 3.90 ألف        |
| الناتج المحلي الإجمالي للفرد دولار أمريكي                 | 20.89 ألف                 | 7.45 ألف        |
| مؤشر التنمية البشرية                                      | 0.780                     | 0.627           |
| رمز المكالمات الدولي                                      | +507                      | +502            |
| رمز الإنترنت                                              | .pa                       | .gt             |
| المنطقة الزمنية                                           | 00                        | 00              |

## منظمات دولية مشتركة
يشترك البلدان في عضوية مجموعة من المنظمات الدولية، منها:
| علم المنظمة | اسم المنظمة                                                          | تاريخ انضمام بنما | تاريخ انضمام غواتيمالا |
| ----------- | -------------------------------------------------------------------- | ----------------- | ---------------------- |
|             | يونسكو                                                               | 10 يناير 1950     | 2 يناير 1950           |
|             | مؤسسة التمويل الدولية                                                | 20 يوليو 1956     | 20 يوليو 1956          |
|             | المركز الدولي لتسوية المنازعات الاستشارية                            | 8 مايو 1996       | 20 فبراير 2003         |
|             | بنك أمريكا الوسطى للتكامل الاقتصادي ‏                                 | ?                 | ?                      |
|             | منظمة حظر الأسلحة الكيميائية                                         | ?                 | ?                      |
|             | مؤسسة التنمية الدولية                                                | 1 سبتمبر 1961     | 27 أبريل 1961          |
|             | منظمة التجارة العالمية                                               | ?                 | ?                      |
|             | وكالة حظر الأسلحة النووية في أمريكا اللاتينية ومنطقة البحر الكاريبي ‏ | ?                 | ?                      |
|             | وكالة ضمان الاستثمار متعدد الأطراف                                   | 21 فبراير 1997    | 11 يوليو 1996          |
|             | الاتحاد البريدي العالمي                                              | ?                 | ?                      |
|             | منظمة الشرطة الجنائية الدولية                                        | ?                 | ?                      |
|             | الأمم المتحدة                                                        | 13 نوفمبر 1945    | 21 نوفمبر 1945         |
|             | الاتحاد الدولي للاتصالات                                             | 14 يوليو 1914     | 10 يوليو 1914          |
|             | البنك الدولي للإنشاء والتعمير                                        | 14 مارس 1946      | 28 ديسمبر 1945         |

## وصلات خارجية
- موقع وزارة الخارجية البنمية
- موقع وزارة الخارجية الغواتيمالية